# A Glimpse of De Kooning
A Glimpse of De Kooning è un documentario del 1961 diretto da Robert Snyder e basato sulla vita del pittore statunitense Willem de Kooning.